# Sissonia
Sissonia es un género de foraminífero bentónico de la subfamilia Miliolinellinae, de la familia Hauerinidae, de la superfamilia Milioloidea, del suborden Miliolina y del orden Miliolida. Su especie tipo es Sissonia sanbenitoensis. Su rango cronoestratigráfico abarca el Holoceno.

## Clasificación
Sissonia incluye a la siguiente especie:
- Sissonia sanbenitoensis

Otra especie considerada en Sissonia es:
- Sissonia santamariaensis, de posición genérica incierta